# Lijst van premiers van Libië
Dit is een lijst van premiers van Libië.

## Beknopt overzicht
| 1934 | Tripolitanië, Cyrenaica en Fezzan samengevoegd tot de Italiaanse kolonie Libië |
| 1943 | Libië op de Italianen veroverd                                                 |
| 1951 | Onafhankelijkheid. Verenigd Koninkrijk Libië                                   |
| 1963 | Koninkrijk Libië                                                               |
| 1969 | Libisch-Arabische Republiek                                                    |
| 1977 | Libisch-Arabische Socialistische Volks-Jamahiriyah                             |
| 1986 | Grote Libisch-Arabische Socialistische Volks-Jamahiriyah                       |
| 2011 | Nationale Overgangsraad                                                        |
| 2012 | Libië                                                                          |
| 2013 | Staat Libië                                                                    |

## Premiers van Libië (1951-heden)

### Premiers van het Koninkrijk Libië (1951-1969)
| Premier                 | Ambtstermijn     |
| ----------------------- | ---------------- |
| Mahmud al-Muntasir (1x) | 1951-1954        |
| Muhammad Zakisli        | febr.-april 1954 |
| Mustafa Ben Halim       | 1954-1957        |
| Abdul Majid Kubar       | 1957-1960        |
| Muhammad Osman Said     | 1960-1963        |
| Mohieddin Fikini        | 1963-1964        |
| Mahmud al-Muntasir (2x) | 1964-1965        |
| Hoessein Mazzek         | 1965-1967        |
| Abdul Qadir al-Badri    | juli-okt. 1967   |
| Abdul Hamid al-Bakkoush | 1967-1968        |
| Wanis al-Khadaffi       | 1968-1969        |

### Premiers van de Republiek Libië (1969-1977)
| Premier                     | Ambtstermijn | Partij        |
| --------------------------- | ------------ | ------------- |
| Mahmud Sulayman al-Maghribi | 1969-1972    | n/p; 1971 ASU |
| Abdul Salam Jalloud (1944)  | 1972-1977    | ASU           |

### Secretarissen-generaal van het Algemeen Volkscomité (1977-2011)
| Secretaris-generaal          | Ambtstermijn | Partij |
| ---------------------------- | ------------ | ------ |
| Abdul Ati al-Obeidi          | 1977-1979    | ASU    |
| Jadallah Azzuz at-Talhi (1x) | 1979-1984    | ASU    |
| Muhammad az-Zaruq Rajab      | 1984-1986    | ASU    |
| Jadallah Azzuz at-Talhi (2x) | 1986-1987    | ASU    |
| Umar Mustafa al-Muntasir     | 1987-1990    | ASU    |
| Abuzed Omar Dorba            | 1990-1994    | ASU    |
| Abdul Majid al-Qa'ud         | 1994-1997    | ASU    |
| Muhammad Ahmad al-Mangoush   | 1997-2000    | ASU    |
| Mubarak Abdallah al-Shamikh  | 2000-2003    | ASU    |
| Shukri Ghanem                | 2003-2006    | ASU    |
| Baghdadi Mahmudi             | 2006-2011    |        |

### Premier Nationale Overgangsraad / Libië (2011-2013)
| Premier | Premier                                     | Ambtstermijn                 | Partij                                         |
| ------- | ------------------------------------------- | ---------------------------- | ---------------------------------------------- |
|         | Mahmoud Jibril (1952-2020)                  | maart 2011 - oktober 2011    | partijloos                                     |
|         | Ali Tarhouni (1951) (waarnemend)            | oktober 2011 - november 2011 | partijloos                                     |
|         | Abdurrahim El-Keib (1950-2020) (waarnemend) | 2011 - 2012                  | partijloos                                     |
|         | Ali Zeidan (1950) (waarnemend)              | 2012 - 2013                  | Nationale partij voor Ontwikkeling en Welvaart |

### Premier Staat Libië (2013-heden)
| Premier | Premier                                                                                       | Ambtstermijn            | Partij                                         |
| ------- | --------------------------------------------------------------------------------------------- | ----------------------- | ---------------------------------------------- |
|         | Ali Zeidan (1950)                                                                             | 2013 - 2014             | Nationale partij voor Ontwikkeling en Welvaart |
|         | Abdullah al-Thani (1954) (internationaal erkend tot 2016, vanuit Tobroek)                     | 2014 - 2021             | partijloos                                     |
|         | Ahmed Maiteeq (1972) (betwist)                                                                | mei 2014 - juni 2014    | partijloos                                     |
|         | Omar al-Hassi (1949) (internationaal niet erkend, vanuit Tripoli)                             | 2014 - 2015             | partijloos                                     |
|         | Khalifa al-Ghawi (1964) (internationaal niet erkend, vanuit Tripoli)                          | 2015 - 2016 2016 - 2017 | partijloos                                     |
|         | Fayez al-Sarraj (1960) (internationaal erkend, vanuit Tripoli)                                | 2016 - 2021             | partijloos                                     |
|         | Abdul Hamid Dbeibeh (1959) (internationaal erkend, vanuit Tripoli)                            | sinds 2021              | partijloos                                     |
|         | Fathi Bashagha (1962) (internationaal niet erkend, vanuit Sirte, geschorst sinds 16 mei 2023) | sinds 2022              | partijloos                                     |
|         | Osama Hamada (waarnemend, internationaal niet erkend)                                         | sinds 2023              | partijloos                                     |

## Gebruikte afkortingen
- ASU: Arabische Socialistische Unie